# Labopidea nigrisetosa
Labopidea nigrisetosa är en insektsart som beskrevs av Knight 1925. Labopidea nigrisetosa ingår i släktet Labopidea och familjen ängsskinnbaggar. Inga underarter finns listade i Catalogue of Life.